# Caso Mediador
El caso Mediador (conocido también por la prensa como el caso del Tito Berni) es una trama de corrupción en España que fue descubierta el 14 de febrero de 2023, tras una serie de detenciones llevadas a cabo en varias provincias, incluyendo Canarias. La trama consistía en ofrecer a empresarios ventajas en la contratación pública a cambio de sobornos, y también extorsionarlos a cambio de favores en inspecciones y ayudas europeas. Además, se descubrieron fiestas relacionadas con la trama que incluían prostitución, alcohol y drogas.

## Organización de la trama
El grupo que lideraba la trama estaba compuesto por cuatro personas: Juan Bernardo Fuentes Curbelo, exdiputado socialista (conocido como "Tito Berni"), su sobrino Taishet Fuentes, que cuatro días antes de su detención había sido proclamado candidato del PSOE-Partido Socialista de Canarias a la alcaldía del municipio de Antigua, en Fuerteventura; el general retirado de la Guardia Civil Francisco Javier Espinosa Navas y Marco Antonio Navarro Tacoronte (alias "el Mediador"). Los empresarios que deseaban acceder a los privilegios debían pagar un "peaje económico" de 5 000 euros. Entre las entidades utilizadas para recibir los pagos y blanquear dinero se encontraban la Asociación Deportiva Vega Tetir, presidida por el exdiputado socialista y una asesoría, aunque también se recibían pagos en especie, como la instalación gratuita de placas solares en una finca familiar. María de los Ángeles de Lorenzo-Cáceres Farizo, la jueza a cargo del caso ha investigado contratos por valor de 2,3 millones de euros otorgados por la Unión Europea en los que los implicados cobraban comisiones a cambio de dar subvenciones a empresarios ganaderos.

### Descubrimiento de la trama
Gracias a Ángel Luis Pérez Peña, consejero de Deportes del Cabildo Insular de Tenerife (septiembre de 2021-enero de 2023) se destapó la supuesta trama corrupta del caso Mediador. Una serie de gastos (de 2 575 y 726 euros, respectivamente), llamaron la atención de su pareja ya que eran supuestamente comprometidos. Esas compras de bienes o servicios las había realizado a través de Navarro Tacoronte. Para  defenderse ante la crisis doméstica Pérez Peña señaló que había sido víctima de una estafa, y denunció los hechos ante el Cuerpo Nacional de Policía. Reiteró que ninguno de los cargos fueron consentidos por él y que en ese momento desconocía al autor de tales pagos. Admitió que había visto tres o cuatro veces a Navarro Tacoronte pero no se explicaba cómo pudo efectuar los cargos, ya que nunca le había facilitado sus datos bancarios. Pero Navarro Tacoronte demostró con pantallazos de su móvil que los encargos de los pagos fueron realizados personalmente por Pérez Peña, al que se le abrió una investigación por falsa denuncia.
En una declaración posterior, Navarro Tacoronte aportó datos de numerosas reuniones con Pérez Peña para acreditar el conocimiento mutuo. Además aseguró que se le iba a pagar con desviaciones de presupuestos y con asignaciones a ciertas empresas, ya que supuestamente, Ángel Luis Pérez Peña podía, desde el puesto que ocupaba, manipular las partidas de los presupuestos. Para mostrar la veracidad de sus afirmaciones, Navarro ofreció datos precisos de supuestos encuentros que él tuvo con diversos empresarios, con los que llegó a crear un grupo de Whatsapp, además de otros cargos públicos de la corporación insular.

### Investigación en el Congreso de los Diputados
Se inició la investigación llevada a cabo en el Congreso de los Diputados para determinar quiénes fueron las personas que se reunieron con Fuentes Curbelo (Tito Berni) en el propio Parlamento. La conclusión de la investigación puso de manifiesto, basándose en un documento oficial de la secretaría general del Congreso de los Diputados, presidido por Meritxell Batet, que todas las pruebas que hubieran desvelado la identidad de estas personas fueron eliminadas.
Por otra parte, desde el propio Congreso de los Diputados no se permitió el registro del despacho de Tito Berni hasta el 10 de marzo, a pesar de que fuera abandonado el 14 de febrero. En ese tiempo, de casi un mes, las posibles pruebas de la trama, custodiadas por Tito Berni en su despacho no pudieron ser investigadas judicialmente, al estar precintado su lugar de trabajo.
También se le permitió mantener y usar el teléfono móvil, junto con el Ipad que el Congreso le había dado al comienzo de la legislatura. Dicha investigación sobre estos dispositivos hubiera sido clave para la investigación: la jueza instructora se enteró de ese insólito proceder al requirir al Congreso todos los medios electrónicos que  Tito Berni tuviera asignados.
Finalmente, Batet impulsó una medida cosmética a la par que no evitaba la eliminación del registro de visitas. La presidenta del Congreso modificó la manera de anotar y comunicar los encuentros de los diputados en el propio Parlamento, que ya existía y fue borrada en este caso, para mejorar supuestamente el control que en realidad ya tenía.

## Implicados
Tras la revelación del caso, el exdiputado socialista Juan Bernardo Fuentes renunció a su escaño y afirmó que es inocente de todos los cargos, negando ser parte de la trama y considerándose víctima del caso. Cinco diputados del PSOE (Indalecio Gutiérrez Salinas, Uxía Tizón Vázquez, Manuel Arribas Maroto, Guillermo Meijón y Ana Prieto Nieto) han admitido haber asistido a cenas organizadas por la trama en el restaurante Ramsés de Madrid, pero han negado cualquier implicación con la misma y han anunciado su intención de tomar medidas legales contra cualquier medio que los relacione con ella.
Además, el mediador ha implicado a la senadora socialista Olivia María Delgado Oval, acusándola de haber recibido pagos por defender desde el Senado el consumo de leche. Delgado Oval presentó el 27 de febrero de 2023 ante el Juzgado de Primera Instancia de Güimar una solicitud para la celebración del acto de conciliación, como trámite previo para la interposición de la querella.
El 21 de octubre de 2020, Tito Berni y quince diputados socialistas cenaron en el restaurante Ramsés. La cena se celebró en pleno estado de alarma impuesto por el presidente del Gobierno Pedro Sánchez a la Comunidad de Madrid para evitar que los madrileños salieran a la calle durante el puente del Pilar, en contra del criterio de la presidenta de la Comunidad de Madrid, Isabel Díaz Ayuso. Por las actas del Congreso se conoce la identidad de los veintisiete diputados socialistas que votaron in situ en el Congreso de los Diputados la moción de censura. De esos veintisiete, quince estuvieron esa noche cenando con Tito Berni. Navarro Tacoronte, el 23 de marzo de 2023, en una entrevista a Decisión Radio, afirmó que Patxi López, en aquel momento portavoz del Grupo Parlamentario Socialista, cenó ese 21 de octubre de 2020 en el restaurante Ramsés. Antes de estas declaraciones, Patxi López había sostenido que  «una cosa es cenar y otra es corromperse, incluso en algunos momentos la cena podía ser en mesas distintas. Pero no quiero entrar en esto», al tiempo que, preguntado por los diputados asistentes a dicha cena, respondió al periodista del ABC «¡Pero qué más te da!». Una semana más tarde, el 7 de marzo, el portavoz socialista declaró que «en un caso (Mediador) no hay caso y en el otro caso (Kitchen) estamos conociendo noticias que son muy graves, de utilización política de los aparatos del Estado», desviando así el foco de la trama que involucra a su partido a la que afecta al Partido Popular, entonces en la oposición.
Tras la investigación llevaba a cabo, la policía atribuye al sobrino de Tito Berni, Taishet Fuentes, delitos de grupo criminal, cohecho y tráfico de influencias, entre otros, al beneficiarse de mordidas a empresarios —ganaderos y queseros canarios que estaban pasando dificultades económicas— a cambio de gestiones favorables en su departamento. La policía, sitúa a Taishet en una operación con el ganadero Julián de Santa Bárbara Pérez Alonso, al que le sacaron 6.000 € en efectivo, de los 50.000€ que le habían solicitado. Pérez Alonso nunca vio que su granja hubiera sido legalizada, pese a pagar ese adelanto de 6.000€.  La policía sitúa de nuevo a Taishet en otra operación similar con el empresario majorero Raúl de san Pablo, que se negó a pagar.
El 14 de julio de 2022, alrededor de veinte diputados y asesores del Grupo socialista en el Congreso participaron en una fiesta organizada por Juan Bernardo Fuentes, en el local utilizado por la trama para sus juergas, y que está siendo investigada por la juez. Entre los asistentes se encontraban: Santos Cerdán, Juan Francisco Serrano,  Héctor Gómez Hernández, Magdalena Valerio, Sergio Gutiérrez Prieto, Alejandro Soler Mur, Indalecio Gutiérrez Salinas, Uxía Tizón Vázquez y Patxi López.
El exdiputado Fuentes Curbelo facturó al Partido Socialista Obrero Español por servicios de gestoría en el año 2022, a través de la asesoría Tetir al PSOE de Fuerteventura.
La jueza del caso ha citado como imputada (3 de enero de 2024) a Bienvenida Reyes, ex secretaria general técnica de Agricultura, Ganadería y Pesca del Gobierno de Canarias, después de recibir un informe enviado por el gobierno canario sobre los expedientes bajo sospecha del departamento para el que trabajaba. Reyes intervino en los trámites del procedimiento sancionador abierto al empresario Alberto Montesdeoca, dedicado a la producción de quesos. El FEAGA —Fonde Europeo Agrícola de Garantia Agraria— le concedió una ayuda de 74.099 €, que debía devolver con intereses tras haber hecho un uso indebido de dinero público. La sanción quedó prescrita, y se sospecha que la causa era el pago de prebendas a Tito Berni y su sobrino Taishet Fuentes. Junto a Bienvenida Reyes, se encuentran imputados: Álvaro de la Bárcena Argany y Margarita González Nuñez, a quienes se les atribuyen delitos de prevaricación y revelación de secretos.
Miguel Ángel Robayna, constructor canario. Su empresa quebró. En febrero de 2023, se le atribuye además de contribuir con su propio dinero a la supuesta trama de compra de favores, a expedir facturas con cargo a su empresa Hyspano Robysa, para encubrir lo que eran mordidas en realidad. Robayna aportó un pendrive con material que incluye una batería de audios que se están volcando por la policía.
Alfredo Escudero, conocido como "Fredi el de los seguros", es un corredor de seguros. Él habría introducido drones en la contratación de la Guardia civil, llevándose a cambio contratos para asegurar las mercancías que suministraba al instituto armado, como los dispositivos de GAR-SI Sahel.

## Conexión con el caso Cuarteles
La investigación del caso Mediador ha descubierto una red de corrupción en España que involucra a la Guardia Civil. El general Francisco Espinosa, actualmente encarcelado por su presunta implicación en el caso Mediador, también está relacionado con el caso Cuarteles, una investigación sobre irregularidades en obras de reforma y reparación de edificios de la Guardia Civil.
Las investigaciones llevadas a cabo en el caso Mediador, junto con las presuntas irregularidades de las obras de trece comandancias, ha provocado la dimisión de la directora general de la Guardia Civil, María Gámez.

## Repercusión internacional
El Caso Mediador ha despertado interés en medios de comunicación fuera de las fronteras españolas, como el diario francés Le Monde.
Por otro lado, Monika Hohlmeier, presidenta de la Comisión de Control del Parlamento Europeo ha solicitado a la Comisión Europea que investigue e informe sobre si el caso Mediador está vinculado de algún modo a fondos europeos. Dicha investigación será llevada a cabo por los comisarios europeos Valdis Dombrovskis y Paolo Gentiloni responsables en la Comisión sobre el buen uso de los fondos europeos.
La Fiscalía Europea ha recabado la documentación relativa a los expedientes de la propia Fiiapp, que remitió todos los expedientes; y ha designado como perito a un interventor de la Interveción General del Estado (IGAE), y está recopilando información sobre el organigrama del proyecto GAR-SI Shael para conocer pormenorizadamente el proceso de adjudicación y compras de suministros y personas que pudieron tener relación con los cuatro líderes de la trama.
La jueza instructora en el caso, María de los Ángeles de Lorenzo-Cáceres Farizo, ha enviado las diligencias practicadas hasta la fecha a la Fiscalía Europea para que verifique si hay hechos que son de su competencia. En concreto, el material enviado por la instructora al Ministerio Público europeo hace referencia al proyecto de la Fundación Internacional y para Iberoamérica de Administración y Políticas Públicas (Fiiapp) para reforzar la capacidad de los Grupos de Acción Rápida de Vigilancia e Intervención, que funcionan dentro de las gendarmerías de seis países africanos: Mauritania, Níger, Malí, Senegal, Marruecos y Cabo Verde. El proyecto estaba dirigido hasta 2021 por el general de la Guardia Civil Francisco Espinosa Navas. Por otro lado, existen conversaciones incluidas en el sumario, que recogen el interés del empresario Antonio Bautista, de entrar en Canarias para aprovechar los fondos de titularidad europea que llegarían al Archipiélago canario con el fin de reactivar la economía tras el impacto de la pandemia del covid.

## Juicio
El caso Mediador se articula en seis piezas separadas, de las que la principal acumula una docena de tomos con 4.000 folios. De las seis, la relativa a la fundación estatal FIIAPP ha sido asumida por la Fiscalía Europea. Por el momento están siendo investigadas trece personas, entre los que se encuentran políticos, empresarios y ganaderos. La lista podría crecer. El volumen de trabajo es tan grande que la juez del caso ha solicitado (4 de abril de 2023) al Consejo General del Poder Judicial el envío de otro juez de refuerzo y un funcionario tramitador para que asuman el trabajo ordinario del juzgado número 4 de Santa Cruz de Tenerife.
El 13 de abril declararon los primeros testigos del Caso Mediador (también conocido como Caso Tito Berni). Los testigos que comparecieron fueron: Adelaida P. —a la que los investigadores se refereían como Chocho volador—, y al piloto de ralis y empresario Luis Monzón. Ambos testigos mantenían una relación con el general de Diviisón de la Guadia Civil Francisco Espinosa.
La policía nacional encontró trece sobres con diversas cantidades de dinero en efectivo durante el registro en la casa del diputado socialista conocido como Tito Berni. En un informe policial, la policía sostiene que el encausado se preparó antes del registro policial porque preveía que éste tendría lugar. Se basan en las evidencias que hallaron durante el registro, que tuvo lugar el 20 de febrero, mientras que el caso había estallado una semana antes, el 14 de febrero. El informe incide en esa ventaja temporal con la que contó el exdiputado socialista para preparar su defensa. Por otro lado, y a la luz de la documentación facilitada por Tito Berni, los investigadores observaron diferencias notables en la calidad y conservación de la documentación. Algunos de los documentos presentaban rasgos de haber sido impresos recientemente en contraste con otros de su mismo tomo y año. Todos ellos serán investigados por la policía científica. La Agencia Tributaria ha establecido de manera categórica que la contabilidad entregada por el letrado Raúl Miranda presenta numerosos indicios de haber sido manipulada. En la documentación se aprecia una operativa compatible con la actividad o encubrimiento y soportes documentales que parecen indiciariamente que no se ajustan a la realidad.
Por otro lado, uno de los empresarios investigados en el Caso Mediador, Miguel Ángel Robayna denunció el 9 de agosto de 2021 a Antonio Navarro Tacoronte por amenazarle de muerte antes de que comenzase la investigación. Los investigadores atribuyen a Robayna el rol de crear facturas para justificar las presuntas mordidas que se dirigian entre otros, al exdiputado socialista Tito Berni. Robayna señaló ante el juez que desconocía que expedir facturas a demanda fuese ilegal, y que había afrontado numerosos gastos en viajes, comida y prostitutas para la trama.
Por el momento, el caso Mediador se centra en posibles delitos de pertenencia a grupo criminal, cohecho, tráfico de influencias, falsedad documental y blanqueo en las relaciones entre diversos empresarios, el mediador y altos cargos implicados.
En abril de 2023 la Fiscalía Europea asumió las pesquisas sobre cuatro contratos de suministro de drones para distintas misiones del proyecto GAR-SI en el Sahel. Se trata de tres compras de drones por un importe de 263.000 € para diversas misiones de GAR-SI en Níger, Senegal y Mauritania. El cuarto proyecto, de 175.000 €, es de CT Public Spaces de la Fiiapp. La Audiencia Nacional ha nombrado al magistrado José Luis Calama como juez de garantías. Estos proyectos, dedicados a dar formación a policías de los países del Sahel, para mejorar su seguridad, y luchar contra el terrorismo, el narcotráfico y la inmigración ilegal, está sufragado con Fondos de la Comisión Europea, administrados a través de FIIAPP, entidad estatal, cuyo patronato está presidido por Nadia Calviño, vicepresidenta primera del gobierno de Pedro Sánchez.
El 4 de mayo de 2023, Francisco Espinosa, general de la Guardia Civil retirado, fue puesto en libertad. Había pasado dos meses y medio en la prisión de Estremera (Madrid), bajo sospecha de delitos de cohecho, tráfico de influencias y pertenencia a grupo criminal en una trama de mordidas dirigidas a cargos públicos a cambio de contratos, adjudicaciones o exenciones de sanciones. El juez de garantías en la causa que sigue la Fiscalía Europea por presuntas irregularidades, José Luis Calama, acordó su puesta en libertad con una serie de medidas: comparecencias quincenales en el juzgado más próximo a su domicilio, la retirada del pasaporte y la prohibición expresa de abandonar el territorio nacional. Por el contrario, los fiscales Olga Muñoz y Antonio Zárate se opusieron a esta medida.
La juez del caso rechazó (31 de mayo de 2023) considerar a FIIAPP como víctima, y que acceda a la causa como acusación particular, ya que son sus adjudicaciones las que están siendo investigadas. El Ministerio de Justicia sigue sin acceder a la petición de la magistrada Lorenzo-Cáceres realizó (abril 2023) referida a recibir el refuerzo de un funcionario y un instructor para hacer frente a la sobrecarga de trabajo. Dichas incorporaciones ya habían sido avaladas por el Consejo General del Poder Judicial. Mientras el asunto esté paralizado, no se podrá digitalizar el material que obra en la causa y ha sido reclamado por la Fiscalía Europea.
La magistrada instructora María de los Ángeles de Lorenzo-Cáceres Farizo ha citado para el 19 de julio de 2023 a la interventora general del Gobierno de Canarias para que declare en calidad de testigo, y ha solicitado a las partes personadas que se pronuncien sobre una prórroga de seis meses en la instrucción, ya que el vencimiento de la prórroga en la instrucción, fijada en seis meses estaba próxima a concluir.
A primeros de agosto de 2023, la Guardia Civil detuvo a Alfredo Escudero, un empresario valenciano dedicado a la correduría de seguros, y que, según los investigadores, participó en el presunto amaño de contratos de la fundación estatal Fiiapp. Se le imputan delitos de cohecho y tráfico de influencias. Está en libertad tras acogerse a su derecho a no declarar, y ha sido citado a compadecer en noviembre de 2023.
El 13 de septiembre de 2023 se reactivarán las citaciones a testigos e investigados.
A mediados de enero de 2024, La Juez del Juzgado de Instrucción número 4 de Santa Cruz de Tenerife, imputó a Domingo Juan Fuentes Rodríguez, hijo del exdiputado Socialista Fuentes Curbelo, por su participación activa en el entramado. El joven conocía algunas de las actividades que su padre realizaba fuera de la ley. Los mensajes entre padre e hijo revelaron que habían confeccionado un contrato de trabajo fraudulento para un hombre de nacionalidad marroquí, Rachad Zankti, que abonó 968,88 € a la Seguridad Social para poder renovar el permiso de residencia en España.
Un informe policial señala que Antonio Bautista, empresario dedicado a las placas solares, a quienes los investigados le llamaban "el curilla", se reunió con Fuentes Curbelo el 23 de septiembre de 2020 para comer, y pagarle 25.000 euros en efectivo. La comida concluyó en un prostíbulo de Madrid. Antonio Bautista se dejó 60.000 euros, según sus propios cálculos en diversos pagos a miembros de la trama. Él pagó una parte de la célebre cena de Ramses. Ese día sacó 3000 euros en efectivo. Cuando fue detenido —febrero de 2023—, optó por guardar silencio. Desde entonces no ha vuelto al juzgado.
La Unidad de Delincuencia Económica y Fiscal (UDEF) de la Polícia Nacional separó un grupo de expedientes por los que se concedieron más de 180.000 euros en ayudas y subvenciones públicas a dos empresas del sector ganadero, en el que tenía intereses el diputado socialista Fuentes Curbelo, cuando él y su sobrino Taishet Fuentes, que heredó el cargo, ostentaban la Dirección General de Ganadería del Gobierno canario. Tito Berni, que era administrador solidario de la empresa Ganadería Tetir, no comunicó este dato en al acceder al cargo de director general de Ganadería. Dicha ocultación está tipificada como "infracción muy grave" y podría dar lugar a la apertura de un nuevo expediente sancionador.
El Grupo de Delitos Tecnológicos de la Brigada de la Policía Judicial de Tenerife entregó (marzo de 2024) —a petición de la magistrada— los teléfonos móviles de Antonio Navarro a la juez Ángeles López-Cáceres. Los dos teléfonos habían sido previamente entregados a la policía por el propio Navarro Tacoronte (enero de 2022). El inspector jefe Francisco Moar fue apartado de la investigación por decisión de la magistrada Lorenzo-Cáceres, ante al sospecha de que Moar estuviera filtrando información. Los móviles pasan a ser custodiados por el Grupo de Delitos tecnológicos (abril de 2023).